# Csák Máté (tárnokmester)
Csák nembeli I. Máté (†1245-1249 között) a Csák nemzetség trencséni ágának első ismert tagja, asztalnokmester, tárnokmester, több vármegye ispánja. Oklevelekben a neve 1235–45-ig szerepel. Ő a közismert tartományúr, Csák Máté nagyapja.

## Élete
1235-ben jelenik meg a neve az oklevelekben, IV. Béla koronázása (október 14.) után, mint asztalnokmester. Apja nevét a források soha sem említik, ami azt jelenti, hogy ekkor már a korban jól ismert ember volt, akit saját neve és tisztsége jól megkülönböztetett másoktól. Nyilván Béla ifjabb király szolgálatában állhatott már egy ideje II. András uralkodása idején és mint az ifjabb király régi bizalmasa került hirtelen az udvarba magas tisztségbe. A koronázástól 1241. szeptember 23-ig szerepel asztalnokmesterként, közben 1235–1238-ig temesi, 1240–1241-ben nyitrai ispán. 1242. március 18-án szerepel először, mint tárnokmester, akit ebben az időben kamaraispánnak is hívtak. Azaz a tisztségváltásra valamikor 1241. szeptembere és 1242. márciusa között került sor. A tatárok elől menekülő királlyal tart, 1242 elején ő is ott van Spalato vidékén. 1242-ben rövid ideig nyitrai, majd soproni, végül 1245-ig pozsonyi ispán.
1243-ban adományozta neki Béla a Nyitra megyei Chrenócot, 1244-ben a korábbi birtokos örökös nélküli halála miatt a trencséni Pruszkát, de ezt elcserélte a Pozsony megyei Tunigra. Egy 1249. évi oklevél szerint a „jó emlékű Máté” tetszését megnyerte a Nyitra megyei Racsic, ezért IV. Béla azt szeretett hívének adta. A „jó emlékű” miatt tudhatjuk, hogy ekkor, 1249-ben már nem volt életben. Ugyan 1276-ban felesége, Margit – aki ekkor már régóta a Margit-szigeti domonkos apácakolostorban élt –, azt állította, hogy ő 51 éves és 22 éve özvegy, vagyis Máté 1254-ben halt meg, de az 1249-es oklevél kétségkívül hitelesebb forrás. Máténak csak az említett három birtokát ismerjük, öröklött birtokait nem, ezt a hármat viszont nem örökítette át fiaira.

## Családja
Feleségét Margitnak hívták, akitől 4 fia és egy lánya született:
- I. Márk
- I. István asztalnokmester
- II. Máté nádor, erdélyi vajda
- I. Péter, Csák Máté apja
- Leány, Sternbergi Zdiszláv férje, Cseh István anyja